# 2023年颱風小犬對臺灣的影響
颱風小犬是2023年度第二個登陸臺灣的颱風，颱風於10月5日上午中心通過鵝鑾鼻陸地，在蘭嶼氣象站測得每秒95.2公尺的最大陣風，不僅是臺灣觀測史上的最大陣風紀錄，也是全球觀測史上第三高的最大陣風；颱風影響臺灣期間，蘭嶼和恆春半島在颱風中心的直接影響下，受到較嚴重的破壞；也因與東北季風的共伴效應，在西半部沿海吹起強風，有一名老婦人被強風吹碎的玻璃砸中而去世；同時因降雨稀少，強風將沿海的鹽分吹進農地，發生了鹽害，許多農地因此受損；這次颱風總共造成造成1人罹難、399人受傷及5億7,595萬新臺幣的農業損失。

## 颱風路徑

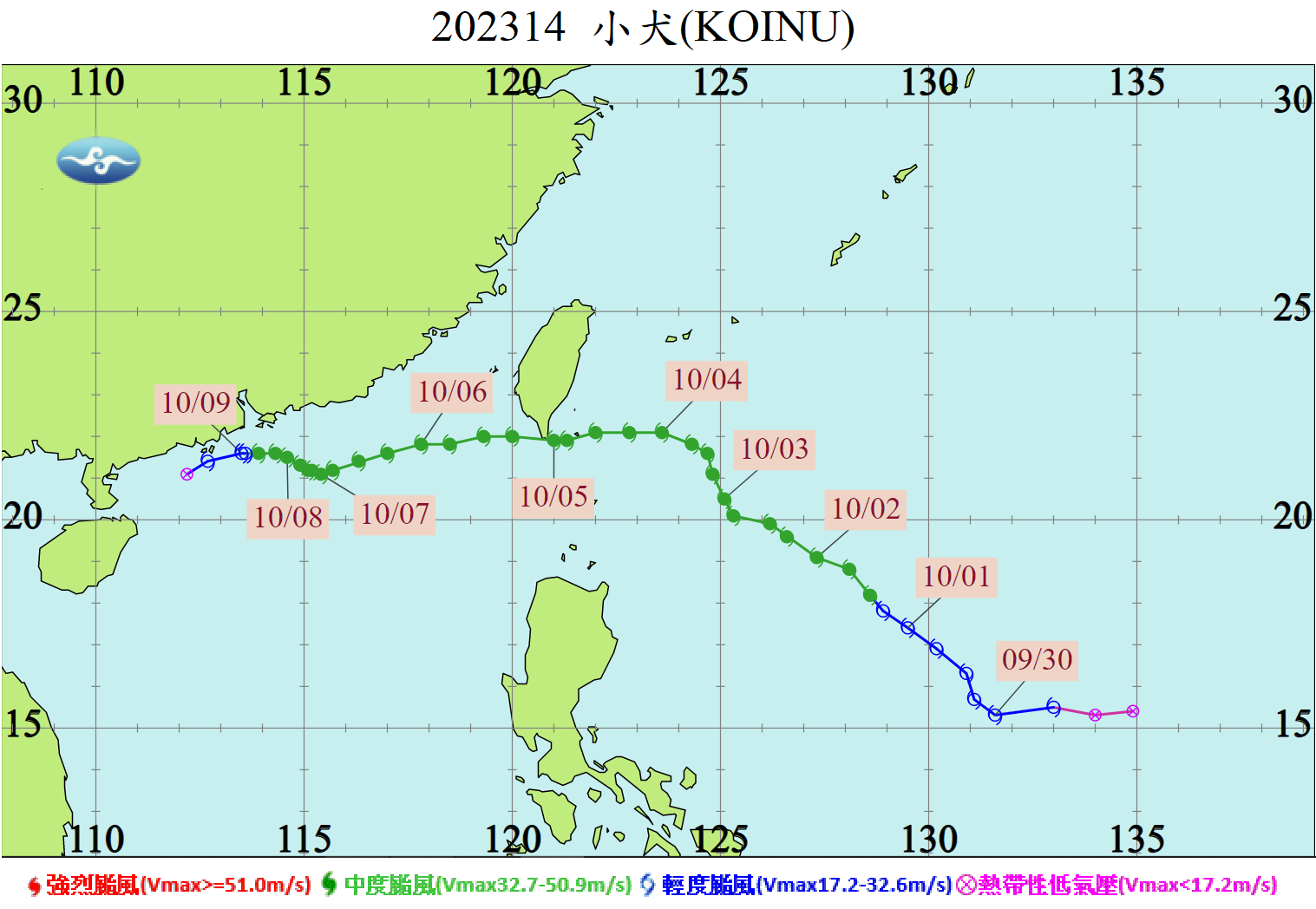
由交通部中央氣象署繪製的颱風小犬的路徑圖

颱風小犬發展於關島西方附近海面，在9月30日凌晨增強為輕度颱風；當天開始小犬向西北移動，在10月1日晚間增強為中度颱風；在10月4日時位於宮古島南方及鵝鑾鼻東方海面，從此開始小犬穩定地向西移動，並在晚間達到巔峰，近中心最大風速每秒48公尺；小犬的中心在10月5日上午8時20分於屏東縣恆春鎮鵝鑾鼻短暫的通過陸地，不但成為繼颱風海葵後第二個登陸臺灣的颱風，也是繼2007年颱風柯羅莎後首個在10月登陸臺灣的颱風，不過受地形的影響，登陸前路徑稍微往南漂了一些。之後向西移動遠離臺灣，通過珠江口近海後減弱並消散。

## 防災措施
由於颱風小犬逐漸接近臺灣，交通部中央氣象署於10月2日晚上11時30分發佈海上颱風警報，當時颱風中心位於鵝鑾鼻東南東方約530公里的海上，在海上颱風警報發布之後，墾丁國家公園管理處封鎖了海岸沙灘，禁止一般民眾進入，玉山國家公園管理處禁止一般民眾入園，並勸仍在園內的山友下山避難；之後中央氣象署於10月3日上午11時30分發佈陸上颱風警報，當時颱風中心位於鵝鑾鼻東南東方約530公里的海上。在颱風接近的期間，交通部觀光署關閉了多處旅遊景點，並呼籲民眾不要前往山區活動、海邊觀浪、海釣、戲水等活動；至少有將近100個航班預防性停飛；臺東縣政府官員在一樓辦公室推起沙包，以防範可能的暴雨，高雄市政府請求軍隊進駐高雄山區協助防災。在10月4日開始許多縣市陸續停班停課，到了10月5日，除了基隆市、臺北市、新北市、桃園市外，其餘縣市皆停班停課；當天共有140次船班停航。臺灣鐵路管理局一度停駛了南迴線、臺東線及平溪線的所有列車。隨著小犬遠離臺灣，中央氣象署於10月6日凌晨2時30分解除陸上颱風警報，當時颱風中心位於鵝鑾鼻西方約250公里的海上，之後又於上午11時30分解除所有颱風警報，當時颱風中心位於鵝鑾鼻西方約380公里的海上；在此次颱風影響期間共發了29報，除了基隆市、臺北市、新北市、桃園市、金門縣及連江縣，其他縣市都被列入陸上警戒範圍。

## 災情
| 彭佳嶼 · 15.9 m/s板橋 · 7.1 m/s鞍部 · 8.6 m/s竹子湖 · 4.2 m/s淡水 · 6 m/s基隆 · 9.6 m/s臺北 · 6.1 m/s新屋 · 19.9 m/s新竹 · 7.3 m/s宜蘭 · 6.5 m/s蘇澳 · 9.2 m/s花蓮 · 10.9 m/s成功（新港） · 13.5 m/s臺東 · 8.8 m/s大武 · 13.6 m/s蘭嶼 · 47.6 m/s臺中 · 7.2 m/s梧棲 · 19.2 m/s日月潭 · 8.2 m/s阿里山 · 6.2 m/s嘉義 · 8.8 m/s玉山 · 19.9 m/s臺南 · 13 m/s高雄 · 6.3 m/s恆春 · 18 m/s澎湖 · 13.5 m/s東吉島 · 28.4 m/s金門 · 9.9 m/s馬祖 · 13 m/s 中華民國交通部中央氣象署署屬氣象測站測得最大持續風力。圖例： · 測得5級風或以下 · 測得6至7級風 · 測得8至9級風 · 測得10至11級風 · 測得12至15級風 | 彭佳嶼 · 26.1 m/s板橋 · 16.1 m/s鞍部 · 20.8 m/s竹子湖 · 14.7 m/s淡水 · 14.4 m/s基隆 · 17.2 m/s臺北 · 16 m/s新屋 · 32.2 m/s新竹 · 19.7 m/s宜蘭 · 15.5 m/s蘇澳 · 18.9 m/s花蓮 · 22.9 m/s成功（新港） · 26.4 m/s臺東 · 22.7 m/s大武 · 30.2 m/s蘭嶼 · 95.2 m/s臺中 · 17.7 m/s梧棲 · 35.4 m/s日月潭 · 18.1 m/s阿里山 · 18.8 m/s嘉義 · 19.5 m/s玉山 · 31.7 m/s臺南 · 29.9 m/s高雄 · 16.9 m/s恆春 · 44.1 m/s澎湖 · 26.6 m/s東吉島 · 37 m/s金門 · 21.3 m/s馬祖 · 24.1 m/s 中華民國交通部中央氣象署署屬氣象測站測得最大陣風。圖例： · 測得6至7級風 · 測得8至9級風 · 測得10至11級風 · 測得12至15級風 · 測得16級風或以上 |

颱風小犬在影響臺灣的期間造成許多災情，在臺東離島蘭嶼氣象站測到最大陣風每秒95.2公尺，成為臺灣氣象史上的最大陣風紀錄，打破1984年颱風亞力士所創下的每秒89.8公尺，在全球陣風觀測史上排進前三名，僅次於美国華盛頓山和澳大利亚巴羅島，其中華盛頓山在1934年受到溫帶氣旋的影響下測得每秒103.3公尺的陣風，巴羅島在1996年受到熱帶氣旋奧利維亞的影響下測得每秒113.1公尺的陣風；之所以測得遠高於颱風近中心風速，氣象署解釋是蘭嶼氣象站設在山坡上，加上颱風中心非常接近其氣象站。破紀錄的陣風導致蘭嶼受到較大的破壞，氣象站的風速計在測得每秒95.2公尺的破紀錄陣風後被吹倒，許多房屋嚴重受損，汽車也被吹翻，在加油站的油槍也被吹走，街道上廢棄物的量超過島上一整年的垃圾量；在開元漁港內的船隻大多數都因颱風而沉沒，不過有一艘名為開元六號的漁船被吹離漁港，順著洋流漂到臺灣北部外海，在富貴角北方被其他漁船發現，船上的漁民綁上自動識別系統，通知海洋委員會海巡署追蹤，但因風浪太大而與船分離，之後開元六號沿著台灣海峽往南漂，漂到雲林外海時再次被發現，海巡署接獲通報後將船拖至雲林箔子寮漁港，此時已經是11月初了，代表開元六號在海上漂了一個月，船頭有受損且船艙有進水。

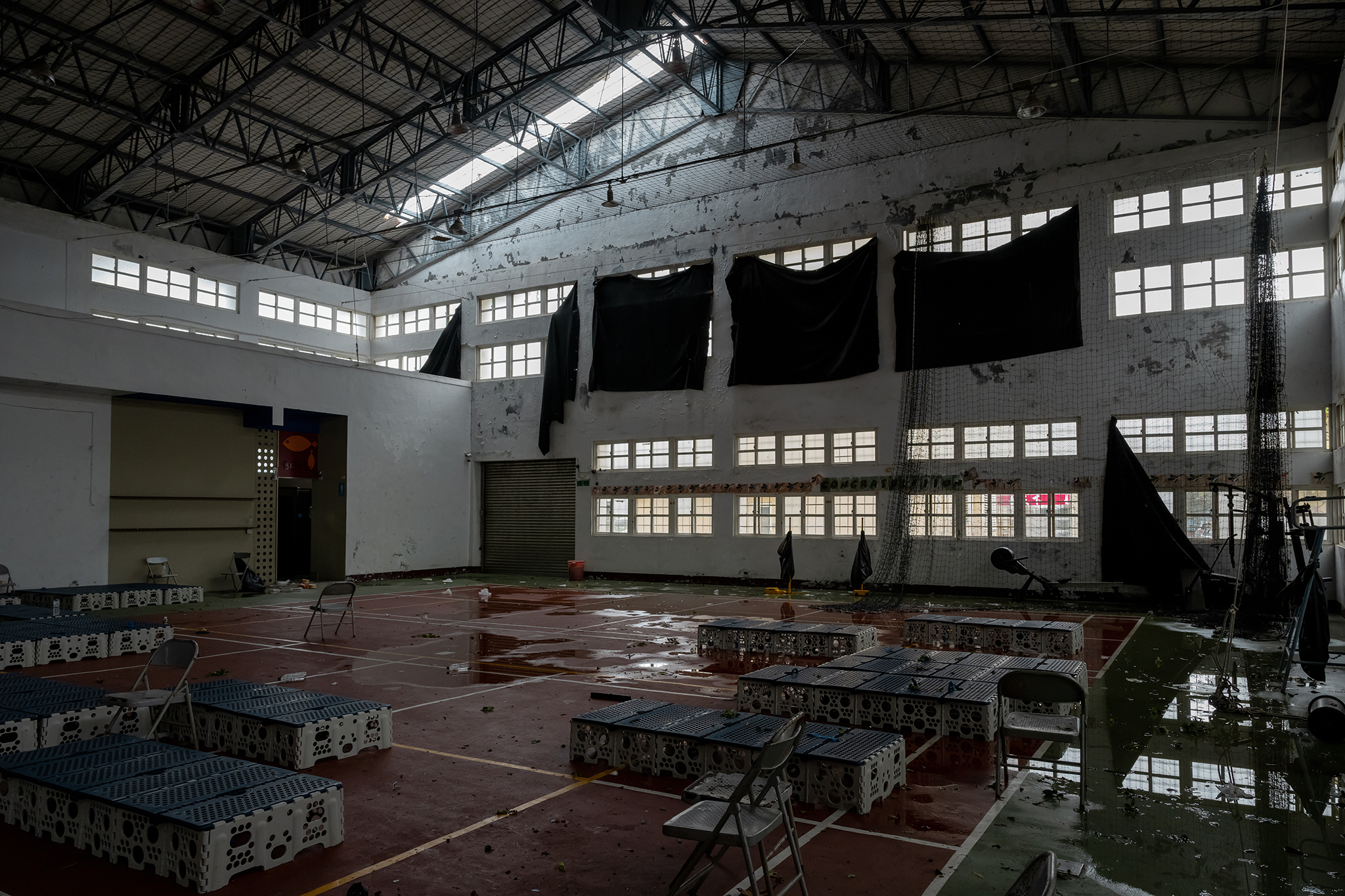
作為災民收容中心的滿州國民中學，因颱風而受損的室內運動場

本島方面，在屏東恆春半島，位在登陸點的墾丁國家公園也受到較嚴重的破壞，滿州氣象站測得每秒58.6公尺的陣風，新設的九鵬氣象站測得每秒71.8公尺的陣風，不僅招牌被吹落，許多攤位被吹走，一處屋頂加蓋的鐵皮屋被強風摧毀；原本將迎來國慶連續假期的觀光潮，但受到如此的破壞，攤商不僅生意沒辦法做，來要承受攤位受損的負擔；在獅子鄉，有籃球架被強風吹倒；在滿州鄉，縣道200號旁的整排電線杆被強風吹倒，導致附近發生大規模停電，作為災民收容所的滿州鄉公所及滿州國民中學的屋頂都被吹掀，使得災民被迫二度撤離到恆春鎮的一間飯店；在颱風中心經過的同時也為附近地區帶來暴雨，滿州鄉港口村的一些道路出現泥流，附近的一座吊橋也遭到摧毀。在高雄有整排停在路邊的摩托車被強風吹倒，有兩架原本要降落高雄國際機場的客機，抵達後因風勢過大而無法降落，之後這兩架客機皆返回原本起飛的機場。
在西半部沿海，因與東北季風的共伴效應，也颳起強風，在臺中大安區的一位84歲老婦人，睡眠中遭到被吹碎的玻璃砸中而大量出血，送醫急後搶救不治，成為罹難者；在澎湖有男子被強風吹倒的路樹壓傷；在嘉義沿海地區因強風加上少雨，發生鹽害，破壞了電力設施，也導致大規模停電，許多魚塭因沒有電力供水車運作，導致魚塭含氧量過低，造成魚群因缺氧而集體死亡；在彰化也因同樣的天氣，助長病蟲，使得有數十公頃的水稻田無法收成；在雲林也因鹽害影響，全縣的農作物受損的面積達5000公頃。中央災害應變中心統計共有1人罹難、399人受傷及超過46萬戶停電，災情共有4,077件，農業損失共5億7,595萬新臺幣；受傷者以臺中和臺東居多，農業損失集中在臺中、雲林和臺南。

## 善後

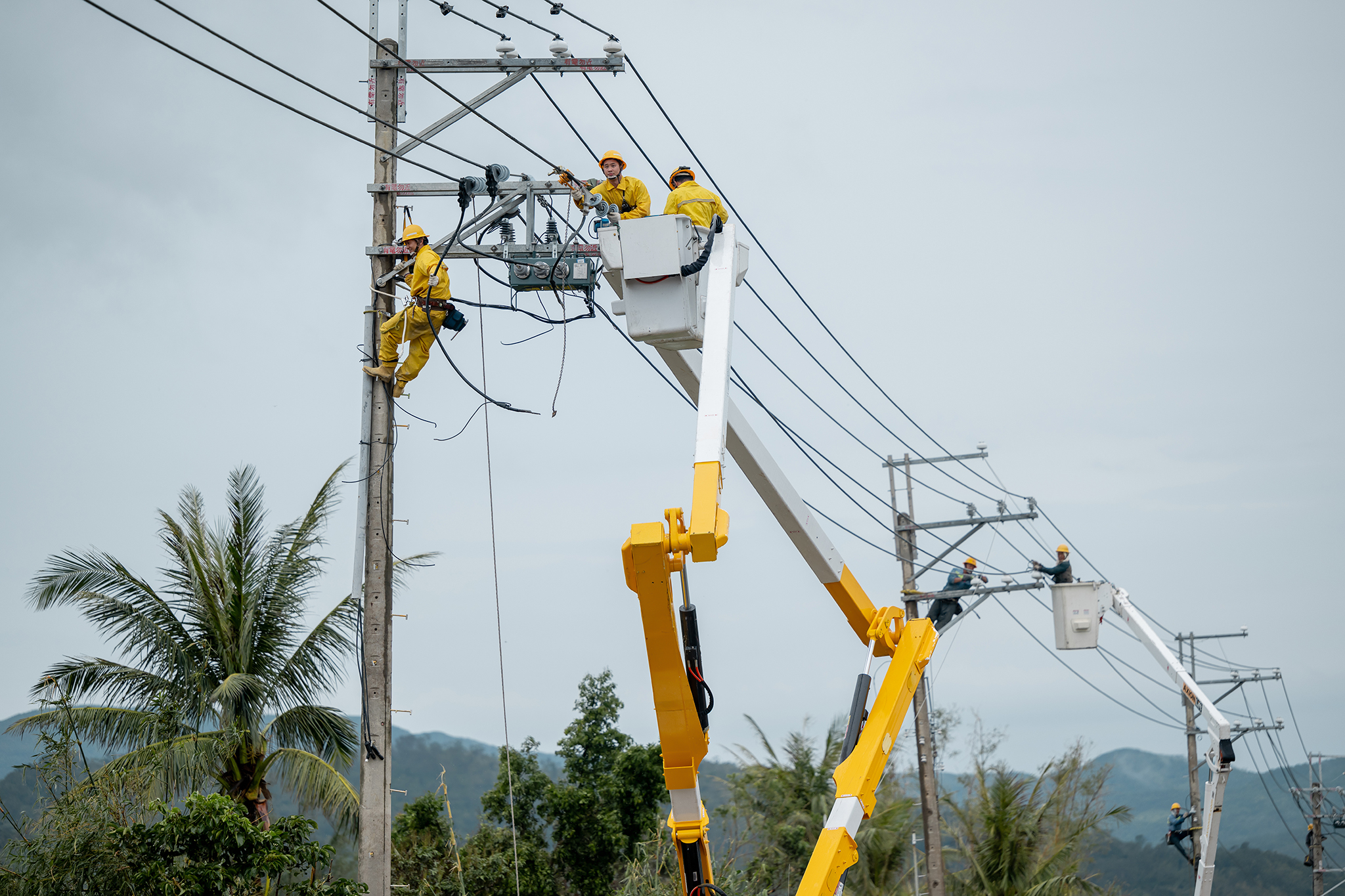
在屏東滿州鄉，一群工人正在搶修電力設施。

在颱風小犬的吹襲下，臺東蘭嶼的災情相對較嚴重，災後中央政府和中華民國國軍立即支援善後，在臺東縣轄下的臺東市及卑南鄉公所派出重機具及人力前往支援善後，使得蘭嶼的復原速度加快；行政院編列了10億元的預算，在一年半內，將蘭嶼全島的電線地下化，除此之外也提供當地居民房屋修繕的補助。時任總統蔡英文在10月6日上午參加完明揚國際屏東廠火災殉職消防員聯合追思會後，下午前往屏東滿州鄉勘災；臺灣電力公司動員了近300名工人，在縣道200號進行電力搶修；教育部為確保學生的安全，協助滿州國民中學的復原工作。